# Husnotiella latifolia
Husnotiella latifolia là một loài Rêu trong họ Pottiaceae. Loài này được (Dixon) R.H. Zander & Magill mô tả khoa học đầu tiên năm 1979.